# Franz Vranitzky
Franz Vranitzky (n. 4 octombrie 1937, Viena, Statul Federal al Austriei) este un politician austriac. Membru al Partidului Social Democrat din Austria (SPÖ), a fost cancelar al Austriei din 1986 până în 1997.

## Viață timpurie și carieră
Fiul unui turnător, Vranitzky s-a născut în circumstanțe umile în districtul 17 al Vienei. A urmat cursurile Realgymnasium Geblergasse și a studiat economia, absolvind în 1960. Și-a finanțat studiile predând latină și engleză și ca muncitor în construcții.
Când era tânăr, Vranitzky a jucat baschet și a fost membru al echipei naționale a Austriei, care în 1960 a încercat fără succes să se califice la Jocurile Olimpice de vară din 1960 de la Roma.
În 1962 s-a alăturat Partidului Social Democrat din Austria (SPÖ). 
În 1962, Vranitzky s-a căsătorit cu Christine Christen, cu care a născut doi copii.
Vranitzky și-a început cariera în 1961 la Siemens-Schuckert, dar în anul a trecut la banca centrală austriacă Oesterreichische National Bank. În 1969, a primit un doctorat în studii internaționale de afaceri. Anul următor, Hannes Androsch, ministrul finanțelor sub cancelarul Bruno Kreisky, l-a numit consilier economic și financiar. Vranitzky a fost director adjunct al Creditanstalt-Bankverein (1976-1981), pe scurt ca director general al acestuia și ca director general al Österreichische Länderbank (1981-1984). [Citație necesară]
În 1984, Vranitzky s-a alăturat coaliției guvernamentale SPÖ-Freedom Party (FPÖ) sub conducerea cancelarului Fred Sinowatz în calitate de ministru de finanțe. El a fost criticat pentru că a primit multiple compensații din diferitele sale funcții în întreprinderile administrate de guvern.

## Cancelar al Austriei
La alegerile prezidențiale din 1986, cancelarul Sinowatz s-a opus cu voce tare la Kurt Waldheim, candidatul opoziției Partidului Popular Austriac (ÖVP). Campania fostului secretar general al ONU pentru funcții a provocat controverse internaționale din cauza acuzațiilor cu privire la rolul său de ofițer al armatei germane în cel de-al doilea război mondial. Când Waldheim a fost ales la 8 iunie, Sinowatz a demisionat din guvern, propunându-l pe Vranitzky ca succesor al său.
Vranitzky a intrat în noul său birou la 16 iunie 1986. La început a continuat coaliția guvernamentală cu Partidul Libertății. Cu toate acestea, la 13 septembrie 1986, politicianul radical FPÖ, Jörg Haider, a fost ales președinte al partidului său, destituind vice-cancelarul moderat Norbert Steger. Vranitzky a încheiat cooperarea cu partenerul său de coaliție și a dizolvat parlamentul.
La alegerile ulterioare din 23 noiembrie 1986, SPÖ a rămas cel mai puternic partid. În ianuarie 1987, Vranitzky a format un guvern, bazat pe o mare coaliție cu cel de-al doilea cel mai mare partid, creștin-democratul ÖVP, Alois Mock fiind vicecancelar și ministru de externe. În 1988, Vranitzky l-a succedat și lui Fred Sinowatz în funcția de președinte al partidului său.
Până în 1992, politica externă a Austriei a trebuit să facă față repercusiunilor controversei de la Waldheim, întrucât președintele austriac a fost evitat în unele cercuri diplomatice. Statele Unite l-au considerat pe Waldheim ca o persoană non grata, împiedicându-l astfel să intre în țară în 1987, în timp ce Israelul și-a reamintit ambasadorul după alegerile lui Waldheim. Vranitzky a reușit să normalizeze relațiile Austriei cu ambele țări și a intervenit frecvent pentru a îndeplini sarcini diplomatice atribuite în mod obișnuit președintelui.
La 8 iulie 1991, într-un discurs în parlament, Vranitzky a recunoscut o parte din responsabilitatea durerii aduse nu de Austria ca stat, ci de cetățenii acestei țări, asupra altor oameni și popoare ", îndepărtându-se astfel de oficialul de până acum portretizarea Austriei ca „prima victimă a lui Hitler”.
După sfârșitul Războiului Rece, Vranitzky s-a concentrat pe continuarea relațiilor cu națiunile din Europa de Est și apartenența la Uniunea Europeană, a cărei Vranitzky și ministrul său de externe, Alois Mock, au fost puternici avocați. După un referendum din 12 iunie 1994, a rezultat 66% în favoarea aderării la UE, Austria a aderat la Uniunea Europeană în ianuarie 1995. Neutralitatea militară a Austriei, care fusese susținută în timpul Războiului Rece, a fost reafirmată în acest proces.
În politica de partid, Vranitzky și-a păstrat distanța față de Partidul pentru Libertate al lui Jörg Haider - o poziție pe care aceasta din urmă a considerat-o ca „politică de excludere”. La alegerile din 1990, guvernul de coaliție al lui Vranitzky a fost confirmat atunci când votul social-democrat a rămas stabil, în timp ce ÖVP a pierdut 17 locuri, în principal în fața FPÖ. Alegerile din 1994 au înregistrat pierderi mari ale ambelor partide ale coaliției, care au rămas totuși cele mai mari două partide, în timp ce FPÖ și alții au obținut câștiguri suplimentare. Vranitzky a reînnoit coaliția cu ÖVP, care după mai 1995 a fost condusă de ministrul de externe Wolfgang Schüssel. Mai târziu în an, marea coaliție s-a despărțit de politica bugetară, ducând la alegerile din decembrie 1995, care însă nu au văzut decât ușoare schimbări în favoarea SPÖ și ÖVP. Vranitzky și Schüssel și-au reluat coaliția în martie 1996.
În ianuarie 1997, Vranitzky a demisionat din funcția de cancelar și de președinte al partidului. 
În ambele funcții a fost succedat de ministrul său de finanțe, Viktor Klima.

## Activități ulterioare
După ce a părăsit funcția, Vranitzky a ocupat funcția de reprezentant al Organizației pentru Securitate și Cooperare în Europa pentru Albania din martie până în octombrie 1997, [5] înainte de a reveni în sectorul bancar, în calitate de consultant politic la banca WestLB. În decembrie, a fost ales în consiliul de administrație al furnizorului de automobile Magna. Ulterior a ocupat aceeași poziție pentru compania de turism TUI și hotelurile Magic Life.
În iunie 2005, el a donat unul dintre rinichi soției sale Christine, care suferea de insuficiență renală cronică.
El l-a susținut în mod activ pe liderul partidului său, Alfred Gusenbauer, în alegerile din 2006. În timpul campaniei s-a dezvăluit că, în 1999, Vranitzky primise un milion de șilingi austrieci în calitate de consultant la banca BAWAG, care se afla atunci sub control public. S-a pretins că plata a fost efectuată fără niciun serviciu în schimb și că a constituit o „finanțare indirectă a părților”. Vranitzky a denunțat acuzațiile.
Vranitzky prezidează colocviile trimestriale Vranitzky, organizate de grupul de studiu WiWiPol, care discută subiecte economice și impactul acestora asupra Austriei și Europei. El este fost membru al Comitetului director al Grupului Bilderberg.